# John Huddles
John Huddles (15 de enero de 1964) es un director, productor de cine y escritor estadounidense, reconocido principalmente por haber dirigido los filmes Far Harbor en 1996 y After the Dark en 2013. Por este último logró una nominación en el Festival de Cine de Sitges, en la categoría de mejor largometraje. En 2022 publicó el libro Asha of the Air.

## Filmografía

### Como director
| Año  | Título         | Notas            |
| ---- | -------------- | ---------------- |
| 1996 | Far Harbor     | También escritor |
| 1998 | At Sachem Farm | También escritor |
| 2013 | After the Dark | También escritor |

### Como productor
| Año  | Título         | Notas |
| ---- | -------------- | ----- |
| 1996 | Far Harbor     |       |
| 2013 | After the Dark |       |